# Dureford Abbey

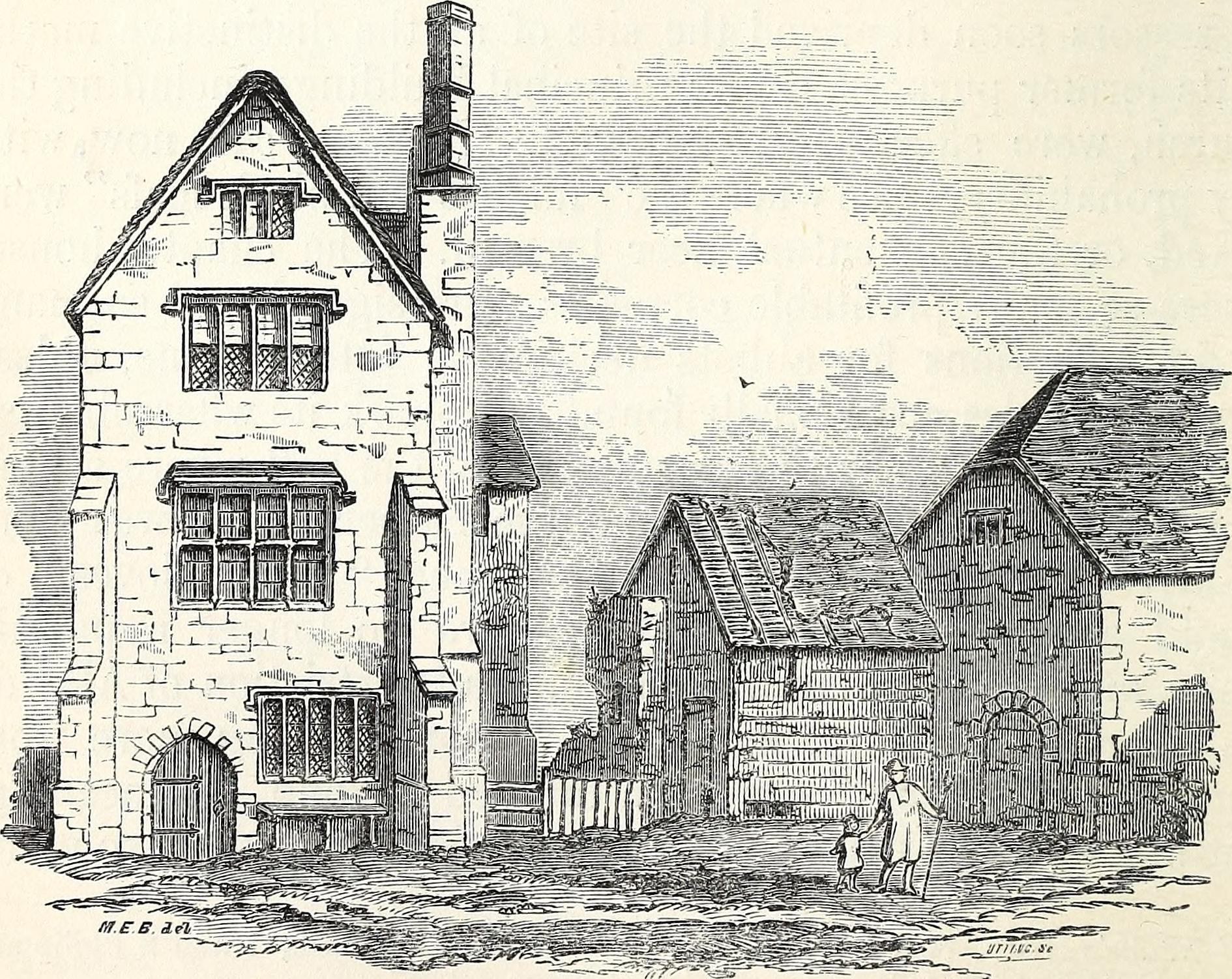
Überreste von Dureford Abbey in einem Holzschnitt von 1782

Dureford Abbey war ein Prämonstratenserkloster in Sussex (England). Es wurde von Henry Hussey gegründet, der 1161 dem Abt Berengar von Welbeck Abbey Land überließ, um eine neue Gemeinschaft in der Nähe von Rogate, Sussex, zu gründen.
Heute befindet sich an dieser Stelle ein Bauernhaus, das 1784 errichtet wurde. Zu den wenigen sichtbaren Überresten gehören Fragmente bearbeiteter Steine und ein Sargdeckel. Das einzige erhaltene Bauwerk ist eine mittelalterliche Scheune, und in der Nähe befinden sich fragmentarische Überbleibsel einer Wassermühle.

## Äbte
Folgende Äbte sind überliefert:
- Robert, um 1173–1180
- W., um 1198
- Robert, um 1204
- Jordan, um 1219
- Robert, um 1229
- William, um 1231–1244
- Valentine, um 1248–1252
- Nicholas, wird im Umfeld von Heinrich III.  als Abt genannt
- John, um 1258–1286
- Osbert, um 1310–1315
- John, um 1321
- Thomas, 1323–1329
- Henry, um 1334
- John atte Re, um 1364
- John Heuerwyk, um 1380
- John, um 1400
- John Chelchester, gewählt 1401
- John Ultyng, gewählt 1404, 1411 zurückgetreten
- Nicholas Baldewyn, gewählt 1411
- John Ultyng, wiedergewählt 1418
- Thomas Dollyng, um 1424–1432
- Stephen Mersey, um 1440, ca. 1444 des Amtes enthoben
- Walter Mene, um 1454, 1465 gestorben
- Robert Kyppyng, gewählt ca. 1465, 1501 zurückgetreten
- Robert York, gewählt 1501
- Henry Skynner, um 1528–1529
- John Sympson, um 1533, 1536 abgedankt